# Lista över högre utbildningsinstitutioner i bildkonst
Lista över högre utbildningsinstitutioner i bildkonst
Listan innehåller ett urval av högre utbildningsinstitutioner i bildkonst. 

## Belgien
- Académie royale des beaux-arts de Bruxelles, Bryssel 50°50′38″N 4°20′52″Ö / 50.8440°N 4.3477°Ö
- École de recherche graphique, Bryssel 50°49′19.74″N 4°21′24.99″Ö / 50.8221500°N 4.3569417°Ö
- School of Art, Hogeschool Gent 51°02′30″N 3°43′07″Ö / 51.04167°N 3.71861°Ö

## Danmark
- Det Kongelige Danske Kunstakademi, Köpenhamn 55°40′49″N 12°35′13″Ö / 55.68028°N 12.58694°Ö
- Det Jyske Kunstakademi, Århus 56°9′32.18″N 10°12′44.11″Ö / 56.1589389°N 10.2122528°Ö
- Det Fynske Kunstakademi, Odense 55°23′44.47″N 10°22′48.41″Ö / 55.3956861°N 10.3801139°Ö

## Estland
- Eesti Kunstakadeemia, Tallinn 59°26′6.35″N 24°45′30.78″Ö / 59.4350972°N 24.7585500°Ö
- Tartu Kõrgem Kunstikool, Tartu 58°22′9.93″N 26°43′46.92″Ö / 58.3694250°N 26.7297000°Ö

## Finland
- Aalto-universitetets högskola för konst, design och arkitektur, Helsingfors60°12′31″N 24°58′32″Ö / 60.20861°N 24.97556°Ö
- Konstuniversitetets Bildkonstakademi, Helsingfors 60°11′49.44″N 24°56′53.23″Ö / 60.1970667°N 24.9481194°Ö
- Åbo yrkeshögskola, Åbo60°26′57″N 22°17′45″Ö / 60.44917°N 22.29583°Ö
- Fakulteten för konst och formgivning vid Lapplands universitet, Rovaniemi 66°29′07″N 25°42′54″Ö / 66.48527778°N 25.715°Ö

## Frankrike
- École nationale supérieure des Beaux-Arts, Paris 48°51′24″N 2°20′01″Ö / 48.856711°N 2.333522°Ö
- École nationale des beaux-arts de Lyon, Lyon 45°46′06″N 4°49′01″Ö / 45.76833°N 4.81694°Ö
- École nationale supérieure des arts décoratifs, Paris 48°50′35″N 2°20′41″Ö / 48.84306°N 2.34472°Ö

## Grekland
- Atens konsthögskola 37°57′43″N 23°41′20″Ö / 37.962°N 23.689°Ö

## Irland
- National College of Art and Design, Dublin 53°20′34″N 6°16′44″V / 53.34278°N 6.27889°V

## Island
- Listaháskóli Íslands, Reykavik 64°08′29.78″N 21°54′44.65″V / 64.1416056°N 21.9124028°V

## Italien
- Accademia di Belle Arti di Bari 41°06′39″N 16°52′37″Ö / 41.1108°N 16.8769°Ö
- Accademia di Belle Arti di Bologna 45°28′19.20″N 9°11′16.43″Ö / 45.4720000°N 9.1878972°Ö
- Accademia di Belle Arti di Brera, Milano 45°28′19.20″N 9°11′16.43″Ö / 45.4720000°N 9.1878972°Ö
- Accademia di Belle Arti di Carrara  44°04′42″N 10°05′57″Ö / 44.0782°N 10.0992°Ö
- Accademia di Belle Arti di Firenze, Florens  43°46′39″N 11°15′33″Ö / 43.7775°N 11.2592°Ö
- Accademia di Belle Arti di Napoli 40°51′06″N 14°15′04″Ö / 40.851572°N 14.251200°Ö
- Accademia di Belle Arti di Perugia
- Accademia di Belle Arti di Roma 41°54′27″N 12°28′32″Ö / 41.9075°N 12.4756°Ö
- Accademia Albertina delle Belle Arti, Turin 45°4′3″N 7°41′22″Ö / 45.06750°N 7.68944°Ö
- Accademia di Belle Arti di Venezia 45°25′43″N 12°19′50″Ö / 45.4287°N 12.3305°Ö
- Accademia di Belle Arti Gian Bettino Cignaroli di Verona 45°26′06″N 10°59′34″Ö / 45.4349°N 10.9928°Ö

## Lettland
- Latvijas Makslas akademija, Riga 56°57′17″N 24°06′39″Ö / 56.9547106°N 24.1109562°Ö

## Litauen
- Vilniaus dalles akademija, Vilnius 54°40′54″N 23°17′45″Ö / 54.68167°N 23.29583°Ö

## Nederländerna
- Gerrit Rietveld Academie, Amsterdam 52°20′29″N 4°51′36″Ö / 52.3413°N 4.86°Ö
- Jan Van Eyck Academie, Maastricht
- Piet Zwaer Institute, Rotterdam
- Utrecht School of the Arts, Utrecht 52°13′12″N 5°11′27″Ö / 52.22011°N 5.19079°Ö
- Willem de Kooning Academy, Rotterdam

## Norge
- Kunsthøgskolen i Bergen 60°23′27.6″N 5°19′58.7″Ö / 60.391000°N 5.332972°Ö
- Kunsthøgskolen i Oslo, Oslo 59°55′31.861″N 10°45′15.811″Ö / 59.92551694°N 10.75439194°Ö
- Fakultet for arkitektur og billedkunst vid Norges teknisk-naturvitenskapelige universitet i Trondheim 63°25′02.38″N 10°24′15.37″Ö / 63.4173278°N 10.4042694°Ö

## Polen
- Akademia Sztuk Pięknych w Warszawie 52°14′22″N 21°00′54″Ö / 52.2394481°N 21.0150341°Ö
- Krakows konsthögskola, Akademia Sztuk Pięknych im. Jana Matejki w Krakowie 50°03′59″N 19°56′30″Ö / 50.06639°N 19.94167°Ö

## Portugal
- Maumaus, Escola de Artes Visuais, Lissabon 38°46′31.16″N 09°09′06.28″V / 38.7753222°N 9.1517444°V

## Schweiz
- Hochschule für Gestaltumg und Kunst, Basel och Aargau 47°29′04″N 8°12′26″Ö / 47.484543°N 8.207129°Ö
- École superiuere des Beaux-Arts de Genève, Genève
- Zürcher Hochschule der Künste, Zürich 47°22′58″N 8°32′08″Ö / 47.38278°N 8.53556°Ö
- Hochschule der Künste Bern, Bern 46°56′48″N 7°23′28″Ö / 46.94667°N 7.39111°Ö
- Hochschule Luzern, Luzern 47°00′50″N 8°18′22″Ö / 47.014°N 8.306°Ö

## Storbritannien
- Central Saint Martins College of Art and Design, London 51°31′08″N 0°07′14″V / 51.518904°N 0.120685°V
- Edinburgh College of Art, Edinburgh 55°56′42.68″N 3°11′53.52″V / 55.9451889°N 3.1982000°V
- Glasgow School of Art, Glasgow 55°51′58″N 4°15′50″V / 55.86611°N 4.26389°V
- Slade School of Fine Art, London 51°31′30″N 0°08′04″V / 51.52496°N 0.13440°V
- Royal College of Art, London 51°30′5″N 0°10′44″V / 51.50139°N 0.17889°V
- University of the Arts London, London 51°31′04″N 0°06′59″V / 51.517778°N 0.116389°V

## Sverige
- Konstfack, Stockholm 59°17′59″N 17°59′39″Ö / 59.29972°N 17.99417°Ö
- Kungliga Konsthögskolan, Stockholm 59°19′28.04″N 18°4′58.8″Ö / 59.3244556°N 18.083000°Ö
- Konsthögskolan i Malmö, Malmö 55°36′0″N 13°0′49″Ö / 55.60000°N 13.01361°Ö
- Konsthögskolan i Umeå, Umeå 63°49′15″N 20°16′37″Ö / 63.82080°N 20.27701°Ö
- Akademin Valand, Göteborg 57°42′1.299015″N 11°58′22.375746″Ö / 57.70036083750°N 11.97288215167°Ö

## Turkiet
- Mimar Sinan Fine Arts University, Istanbul (Mimar Sinan Güzel Sanatlar Üniversitesi) 41°01′48″N 28°59′21″Ö / 41.03°N 28.9892°Ö

## Tyskland
- Akademie der bildenden Künste München, München 48°09′11″N 11°34′49″Ö / 48.15306°N 11.58028°Ö
- Kunstakademie Düsseldorf, Düsseldorf 51°13′50″N 6°46′25″Ö / 51.23056°N 6.77361°Ö)]
- Staatliche Hochschule für Bildende Künste – Städelschule, Frankfurt am Main 50°06′08″N 08°40′30″Ö / 50.10222°N 8.67500°Ö
- Hochschule für bildende Künste, Braunzweig 52°15′27″N 10°30′6″Ö / 52.25750°N 10.50167°Ö
- Hochschule für bildende Künste Hamburg, Hamburg 53°34′3″N 10°1′53″Ö / 53.56750°N 10.03139°Ö
- Hochschule für Künste Bremen, Bremen 53°05′53″N 08°46′03″Ö / 53.09806°N 8.76750°Ö
- Universität der Künste, Berlin52°30′32″N 13°19′37″Ö / 52.50889°N 13.32694°Ö

## USA
- Cooper Union School of Art, New York 43°46′00″N 73°59′25″V / 43.76667°N 73.99028°V
- Parsons School of Design, New York 40°44′07″N 73°59′39″V / 40.73527778°N 73.99416667°V
- University of Illinois, Chicago
- Pennsylvania Academy of the Fine Arts 39°57′18″N 75°9′50″V / 39.95500°N 75.16389°V

## Österrike
- Akademie der bildenden Künste Wien, Wien 48°12′05″N 16°21′55″Ö / 48.20139°N 16.36528°Ö
- Universität für angewandte Kunst Wien, Wien 48°12′27″N 16°22′54″Ö / 48.20750°N 16.38167°Ö
- Universität für künstlerische und industrielle Gestaltung Linz, Linz 48°18′23.6″N 14°17′8.4″Ö / 48.306556°N 14.285667°Ö